# Yamato, Kanagawa

Yamato (大和市 Yamato-shi?) este un municipiu din Japonia, prefectura Kanagawa.